# Hemiancistrus subviridis
Hemiancistrus subviridis is een straalvinnige vissensoort uit de familie van de harnasmeervallen (Loricariidae). De wetenschappelijke naam van de soort is voor het eerst geldig gepubliceerd in 2005 door Werneke, Sabaj Pérez, Lujan & Armbruster.